# Гырлештяну, Ион
Ион Гырлештяну (рум. Ion Gîrleșteanu; 1900 — неизвестно) — румынский регбист, полузащитник схватки и блуждающий полузащитник. Бронзовый призёр летних Олимпийских игр 1924 года.

## Биография
Ион Гырлештяну родился в 1900 году.
Играл в регби за «Стадиул Ромын» из Бухареста на позициях полузащитника схватки и блуждающего полузащитника.
В 1924 году вошёл в состав сборной Румынии по регби на летних Олимпийских играх в Париже и завоевал бронзовую медаль. Провёл 2 матча, очков не набирал.
В 1927 году играл за сборную Румынии в товарищеских матчах против Франции и Германии.
О дальнейшей жизни данных нет.

## Память
6 июня 2012 года в составе сборной Румынии, завоевавшей бронзу летних Олимпийских игр 1924 года, введён в Зал славы регби.